# Miroslav Zdunić
Miroslav Zdunić je hrvatski pjesnik. 
Napisao je nekoliko zbirka pjesama:  	Kad nas otme vrijeme  (2001.) u izdanju gospićkog ogranka Matice hrvatske i U sjeni krhotina (2003.). Djela su mu izašla u senjskom povremeniku Usponi, u zagrebačkom književnom časopisu Quorum i u antologiji Ivana Sršena Sve priče : antologija nepoznatih autora (2003.).

## Vanjske poveznice
IKA - Blagovijest u Gospiću